# Ella Nyström
Ella Paulina Linnéa Nyström, född 14 december 1950, är en svensk jurist. Hon var justitieråd i Högsta domstolen 2002–2017.
Nyström var innan hon utnämndes till justitieråd från 1990 hovrättsråd vid Hovrätten för Västra Sverige. Parallellt med sin tjänst i Högsta domstolen var hon tidigare ordförande för etiska rådet vid Migrationsverket och har tidigare också varit ordförande i Pressens Opinionsnämnd (PON).